# 皮家店站
皮家店站是一个京沪线上的铁路车站，位于山东省济南市长清区长城村，建于1942年，目前为四等站，邮政编码为250309。目前客运：办理旅客乘降；不办理行李、包裹托运；不办理货运营业。